# HKM
HKM (Hablan, Kantan, Mienten) fue una serie juvenil producida por Notro Televisión para la cadena de TV española Cuatro. Trata la historia de un grupo de jóvenes con talento para la música que estudian en el exclusivo colegio Albéniz.
La serie fue estrenada el 8 de diciembre de 2008 a las 17:15 para emitirse en ese horario de lunes a viernes, aunque fue retrasándose progresivamente su emisión hasta llegar a comenzar a las 17:30 en sus últimos episodios.
Para adelantar el final, a partir de 19 de marzo se empezó a emitir doble episodio diario, a las 17:30h y a las 18:00h, y así la cadena decidió dar por finalizada la temporada con la emisión de los 85 capítulos previstos inicialmente, emitiéndose el último episodio el 27 de marzo de 2009, sin confirmación por parte de la cadena de la grabación de una segunda temporada.

## Argumento
Laia no es una adolescente más. Tiene todo lo que hay que tener para triunfar como artista musical y lo sabe: es imaginativa, atractiva, se mueve bien. Tiene talento, mucho talento, aunque en bruto y sin refinar. El problema es que para pulirlo se necesitan recursos, y en casa de Laia hay cariño y buen rollo, pero nada más. Comprar instrumentos y pagar clases de música está totalmente fuera del alcance de una familia monoparental en que la que la madre, Lucía, es camarera y el hermano, Rober, aprendiz de mecánico. A la cafetería en la que trabaja Lucía acuden regularmente los profesores del colegio Albéniz, un centro privado y exclusivo donde se presta especial atención a la educación musical y donde a los alumnos se les dota de todos los recursos necesarios. Lucía consigue que Adrián, el profesor de música al que sirve cafés a diario, haga todo lo posible para que a Laia le concedan una beca.
El curso comienza y la llegada de Laia al Albéniz supone una revolución en el colegio. Pertenece a otro mundo y es ajena a los convencionalismos. Pero su vida va a dar también un gran giro por culpa del flechazo que experimenta cuando conoce a Álex, el líder indiscutible de la clase. Álex es un magnífico guitarrista, un chico espabilado y con gran desparpajo. Vive con su hermana Rebeca y su padre, Pablo, un abogado de éxito pero un auténtico fracaso como padre. Álex es novio de Vicky, la chica más guapa y popular del colegio, pero también la más malvada, manipuladora, egocéntrica y envidiosa. Pero esto último es algo que Álex todavía no ha comprobado.

## Guionistas
Adriana Izquierdo Martín, Maite Pérez Astorga, Jon Sagalá, Pablo del Amo, Alexandra Olaiz, Sergio V. Santesteban, María Cortés, Iván Massa, Ángela Obón, Luis Gamboa, Miguel Larraya, Susana Prieto, Luis Moya, Irene Pascual, Fernando Sancristóval y Ana Alvarez.

## Banda sonora
La canción de cabecera (Hablan, kantan, mienten) está compuesta  por Ed is Dead, 1101vs13,  L.E. Flaco e interpretada junto a Sara Da Pin Up, protagonista principal de la serie. Los fondos musicales utilizados en la serie, así como transiciones, cortinillas y otros recursos musicales, también fueron compuestos y producidos por 1101vs13 y Ed is Dead en los estudios Fashion Beat Team de Madrid,

## Capítulos y audiencias
| Temporada | Temporada | Episodios | Estreno                | Final               | Audiencia media | Audiencia media | Audiencia media |
| Temporada | Temporada | Episodios | Estreno                | Final               | Espectadores    | Cuota           |                 |
| --------- | --------- | --------- | ---------------------- | ------------------- | --------------- | --------------- | --------------- |
|           | 1         | 85        | 8 de diciembre de 2008 | 27 de marzo de 2009 | 580 000         | 5,7%            |                 |